# آن هالد جنسن
آن هالد جنسن (بالدنماركية: Anne Hald)‏ هي لاعبة كرة الريشة دنماركية ويونانية، ولدت في 2 مارس 1990 في Sønderborg ‏ في الدنمارك.

## وصلات خارجية
- آن هالد جنسن على موقع BWF.tournamentsoftware.com (الإنجليزية)
- آن هالد جنسن على موقع BWFbadminton.com (الإنجليزية)